# Igor Taro
Igor Taro (ur. 1 sierpnia 1981 w Võru) – estoński dziennikarz i polityk, deputowany, od 2025 minister spraw wewnętrznych.

## Życiorys
Studiował dziennikarstwo i ekonomię na Uniwersytecie w Tartu, a także dziennikarstwo na Moskiewskim Uniwersytecie Państwowym. Do 2015 pracował jako dziennikarz, był moskiewskim korespondentem dziennika „Õhtuleht”, redaktorem i wydawcą działu zagranicznego gazety „Postimees”, redaktorem naczelnym gazety „Setomaa” oraz regionalnym korespondentem nadawcy radiowo-telewizyjnego Eesti Rahvusringhääling. Później m.in. odpowiadał za marketing i komunikację w sanatorium Värska, wszedł też w skład zarządu spółki prawa handlowego.
W latach 2015–2018 należał do ugrupowania Isamaa ja Res Publica Liit. W latach 2016–2017 kierował administracją prowincji Põlvamaa. Został też radnym gminy Põlva. W latach 2018–2020 był członkiem formacji Estonia 200, powrócił do niej w 2023. W następnym roku został sekretarzem generalnym partii. W wyborach w 2023 uzyskał mandat deputowanego do Zgromadzenia Państwowego.
W marcu 2025 dołączył do rządu Kristena Michala, obejmując w nim funkcję ministra spraw wewnętrznych.

## Odznaczenia
- Order Gwiazdy Białej V klasy (2021)[1]